# Zeki Erkılınç
Zeki Erkılınç (* 22. Januar 1998 in Hengelo) ist ein momentan vereinsloser niederländisch-türkischer Fußballspieler.

## Karriere
Erkılınç wurde ab dem Alter von elf Jahren beim FC Twente Enschede ausgebildet, mit der A-Jugend des Vereins nahm er an der Junioren-Eredivisie sowie am U19-Pokal teil. Nachdem er nicht mehr für die U19 spielberechtigt war, wurde er zur Erlangung von Spielpraxis an Heracles Almelo verliehen. Dort stand er im Eredivisie-Kader, kam jedoch zunächst nur für die Reservemannschaft zum Einsatz, für die er auf zehn Ligaspiele kam, in denen er je zwei Tore erzielte und vorbereitete. In der Folge wurde der Mittelfeldspieler fest von Heracles verpflichtet und in weiteren acht Spielen in der Reserveliga eingesetzt; am 9. Spieltag der Eredivisie 2018/19 kam Erkılınç zu einem Kurzeinsatz in der höchsten niederländischen Spielklasse.
Im Sommer 2019 wechselte der Mittelfeldspieler in die zweitklassige Eerste Divisie zum FC Dordrecht. Bis zur Winterpause wurde er lediglich fünfmal eingesetzt, davon viermal in der Startformation. Zur Rückrunde unterschrieb der Niederländer einen bis Saisonende gültigen Vertrag beim VfB Lübeck aus der viertklassigen Regionalliga Nord, nachdem er in Vorbereitungsspielen gegen höherklassigere Gegner hatte überzeugen können. Für den VfB lief Erkılınç jedoch bis zum Ende der aufgrund der COVID-19-Pandemie abgebrochenen Saison 2019/20 in keinem Pflichtspiel auf. Der VfB Lübeck wurde zum Meister und Aufsteiger in die 3. Liga erklärt, woraufhin er den Verein mit seinem Vertragsende verließ. Zur Saison 2020/21 wechselte Erkılınç in die Regionalliga Südwest zum FC Gießen. Dort spielte er in 26 Ligaspielen und erzielte dabei zwei Treffer, doch im Sommer 2021 trennten sich Verein und Spieler wieder. Seitdem ist Erkılınç vereinslos.